# 巴拉圭凱門鱷
巴拉圭凱門鱷（學名：Caiman yacare）是一種属于短吻鱷科凱門鱷屬的中型鱷魚。巴拉圭凱門鱷长期被看作是眼鏡凱門鱷的一个亚种，但是现在被承认是一个独立的种。主要於棲息於中美洲及南美洲，身長2至3米，以進食魚類為生。

## 外形
巴拉圭凱門鱷的背呈深橄榄色，腹部颜色浅，呈黄绿至白色。眼睛上方有非常明显的骨的突出。一般巴拉圭凱門鱷可达两米长，重60千克。文献中记录到的最长的长度为2.7米。

## 习性
巴拉圭凱門鱷主要生活在淡水中，很少离开水，而且也只在干旱的状况下才会离开水，将自己埋在泥浆里。白天它浮在水面上，晚上活动。成年的巴拉圭凱門鱷吃鱼和其它爬行动物、两栖动物和水鸟。雄鳄有地盘和等级分别。巴拉圭凱門鱷可以达约60岁，据说有些甚至达100岁。冬季有时巴拉圭凱門鱷会长达两个月不吃东西，但是假如吃东西的话会非常贪婪。

## 数量
过去巴拉圭凱門鱷因为其皮而被捕杀，近年来由于水利系统的建设和发展其数量反而有增加，因此今天巴拉圭凱門鱷是一种比较常见的爬行动物。

## 分布
巴拉圭凱門鱷在南美洲分布比较广，在阿根廷、玻利维亚、巴西和巴拉圭都有观察。它们尤其喜欢生活在水流缓慢、河底淤泥、植物生长多的热带和亚热带河流，但是它们也生活在湖泊、池塘和沼泽里。它们也被在咸水里被观察到过。

## 繁殖

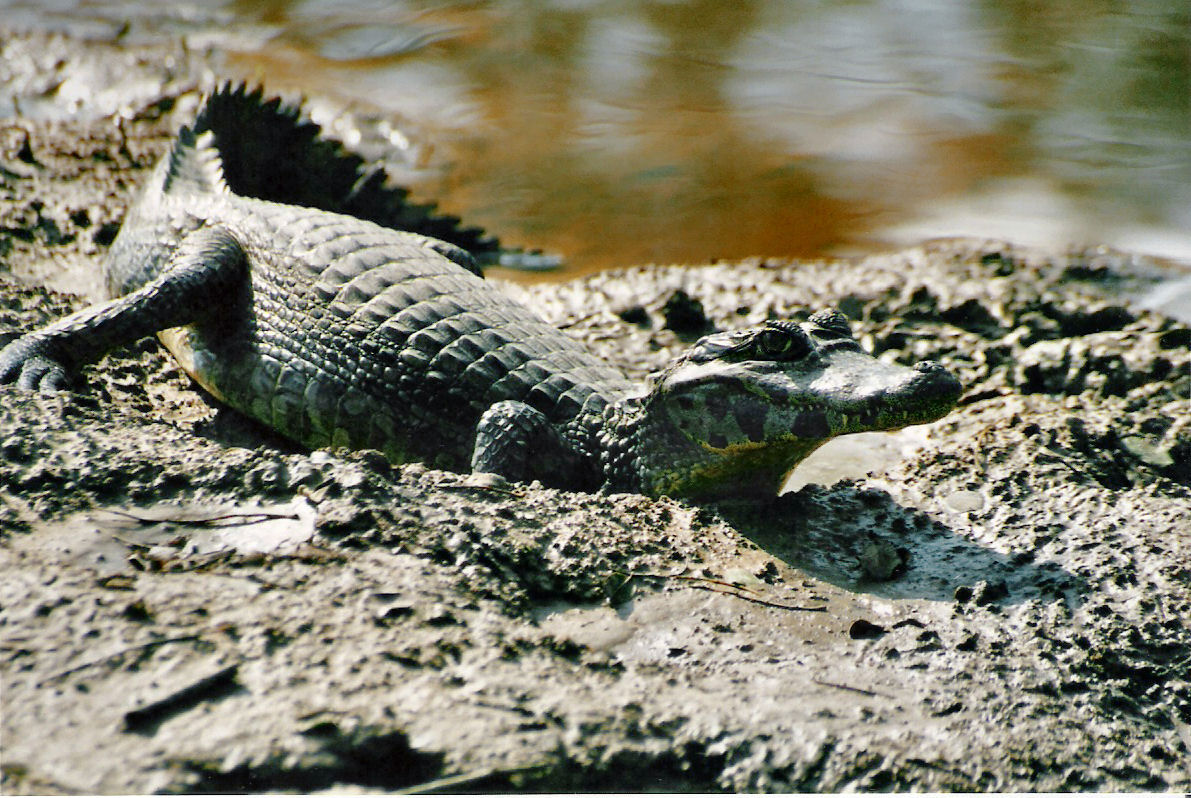
阿根廷的巴拉圭凱門鱷

雌鳄达到120至150厘米时、雄鳄达到约160厘米时达到性成熟。雌鳄产14至40个卵，然后将这些卵埋在一个由腐败的植物和泥组成的丘中，这些丘不是在岸边就是在浮着的植物上。有时多个雌鳄分享同一个丘一起抵御敌人。孵化期平均为85至90天。在孵化出来之间不久雌鳄会扒开丘，帮助幼鳄破卵。幼鳄黄色至棕色，有深色的横条。孵出后幼鳄依然待在母亲身边，虽然如此许多幼鳄会成为蛇和美洲蜥蜴的獵物。幼鳄以昆虫、软体动物和甲壳动物为食，此外它们还喜欢吃小鱼。约五年后它们成熟。

## 外部連結
- 維基物種上的相關：巴拉圭凱門鱷